# Pedro Figueira da Cunha Lobo
Pedro Figueira da Cunha Lobo, O.S.A. (Loulé, ca. 1574 – Ilha de Santiago, 26 de outubro de 1621), também conhecido como Frei Pedro de Santo Agostinho, foi um frei franciscano e prelado português da Igreja Católica, que foi bispo de São Tomé.

## Biografia
Era natural de Loulé,   nascido em cerca de 1574, era filho de João de Cunha e de Maria de Sousa. Recebeu a ordenação presbiteral em cerca de 1600. Era prior do Convento de Santo António de Loulé e com notório conhecimento em teologia, foi reitor do Colégio de Coimbra e professor na Universidade de Coimbra, além de secretário provincial.
Foi proposto para bispo de São Tomé em 18 de julho de 1615, sendo seu nome aprovado em consistório de 26 de outubro do mesmo ano. Recebeu a ordenação episcopal em 1616.
Chegou nas ilhas em 1616, tomando posse da Sé em 1 de junho. Celebrou um sínodo diocesano e emitiu novos estatutos em 11 de junho de 1617.. Com a morte de Miguel Correia Baharem, torna-se governador civil de São Tomé.
Após assistir a uma procissão noturna de cristãos novos ocorrida na Ilha, embarcou para a metrópole para fazer queixa, mas seu navio arribou em 26 de outubro de 1621, na costa da Ilha de Santiago.